# Dipsas
Dipsas este un gen de șerpi din familia Colubridae.

## Specii[1]
- Dipsas albifrons
- Dipsas alternans
- Dipsas andiana
- Dipsas articulata
- Dipsas bicolor
- Dipsas boettgeri
- Dipsas brevifacies
- Dipsas catesbyi
- Dipsas chaparensis
- Dipsas gaigeae
- Dipsas gracilis
- Dipsas incerta
- Dipsas indica
- Dipsas infrenalis
- Dipsas latifasciata
- Dipsas latifrontalis
- Dipsas maxillaris
- Dipsas neivai
- Dipsas nicholsi
- Dipsas oreas
- Dipsas pakaraima
- Dipsas pavonina
- Dipsas perijanensis
- Dipsas peruana
- Dipsas polylepis
- Dipsas pratti
- Dipsas sanctijoannis
- Dipsas schunkii
- Dipsas temporalis
- Dipsas tenuissima
- Dipsas variegata
- Dipsas vermiculata
- Dipsas viguieri